# Brigadni general (Poljska)
Brigadni general (poljsko Generał brygady; poljska izgovorjava: [ɡɛˈnɛraw brɨˈɡadɨ]; kratica gen.bryg.) je najnižji generalski enozvezdni čin Poljske kopenske vojske in Poljskega vojnega letalstva. Zaradi razvoja činovne hierarhije je bil čin enakovreden činu generalmajorja ali brigadnega generala; trenutno ustreza činu brigadnega generala in v okviru Natovega STANAGA 2116 spada v razred 0-6. Čin brigadnega generala je nadrejen činu polkovnika in podrejen činu divizijskega generala. Enakovreden je činu kontraadmirala Poljske vojne mornarice.
Oznaka čina je sestavljena iz t. i. generalske vijuge (poljsko wężyk generalski; [ˈvɛ̃ʐɨk ɡɛnɛˈralskʲi]), nad katero se nahaja ena peterokraka zvezda.
V skladu s trenutno zakonodajo brigadne generale imenuje predsednik Republike Poljske na predlog predsednika Vlade Poljske.

## Galerija
- Naprsna oznaka čina brigadnega generala
- Franciszek Kleeberg; lepo je vidna desna epoleta z oznako čina brigadnega generala
- Dva brigadna generala (spredaj Henryk Porajski) z lepo vidno oznako čina brigadnega generala na pokrivalu
- Bolesław Bronisław Duch z medvojno oznako čina brigadnega generala na pokrivalu
- Kazimierz Gilarski s sodobno oznako čina brigadnega generala na pokrivalu
- Franciszek Studziński s sodobno oznako čina brigadnega generala na baretki
- Bolesław Bronisław Duch z medvojno oznako čina brigadnega generala na baretki